# MobyGames
MobyGames（モビーゲームズ）は、クラウドソーシングを介し、コンピュータゲームとその背景にいる人々や企業に関する情報をカタログ化している営利性ウェブサイト。
数百種類のプラットフォームに対応している約300,000のゲームの情報が公開されており、バナー広告と、パトロンになるために金銭を支払っている少数の人々によってサポートされている。